# 2000年夏季残疾人奥林匹克运动会俄罗斯代表团
2000年夏季残疾人奥林匹克运动会俄罗斯代表团是俄罗斯派出的2000年夏季残疾人奥林匹克运动会代表团。获得12枚金牌、11枚银牌和12枚铜牌。